# Нидербург (замок)
Нидербург (нем. Niederburg) — руины средневекового замка в коммуне Коберн-Гондорф, в земле Рейнланд-Пфальц, Германия. Иногда встречается написание Нидернбург (Niedernburg). По своему типу относится к замкам на вершине.

## История

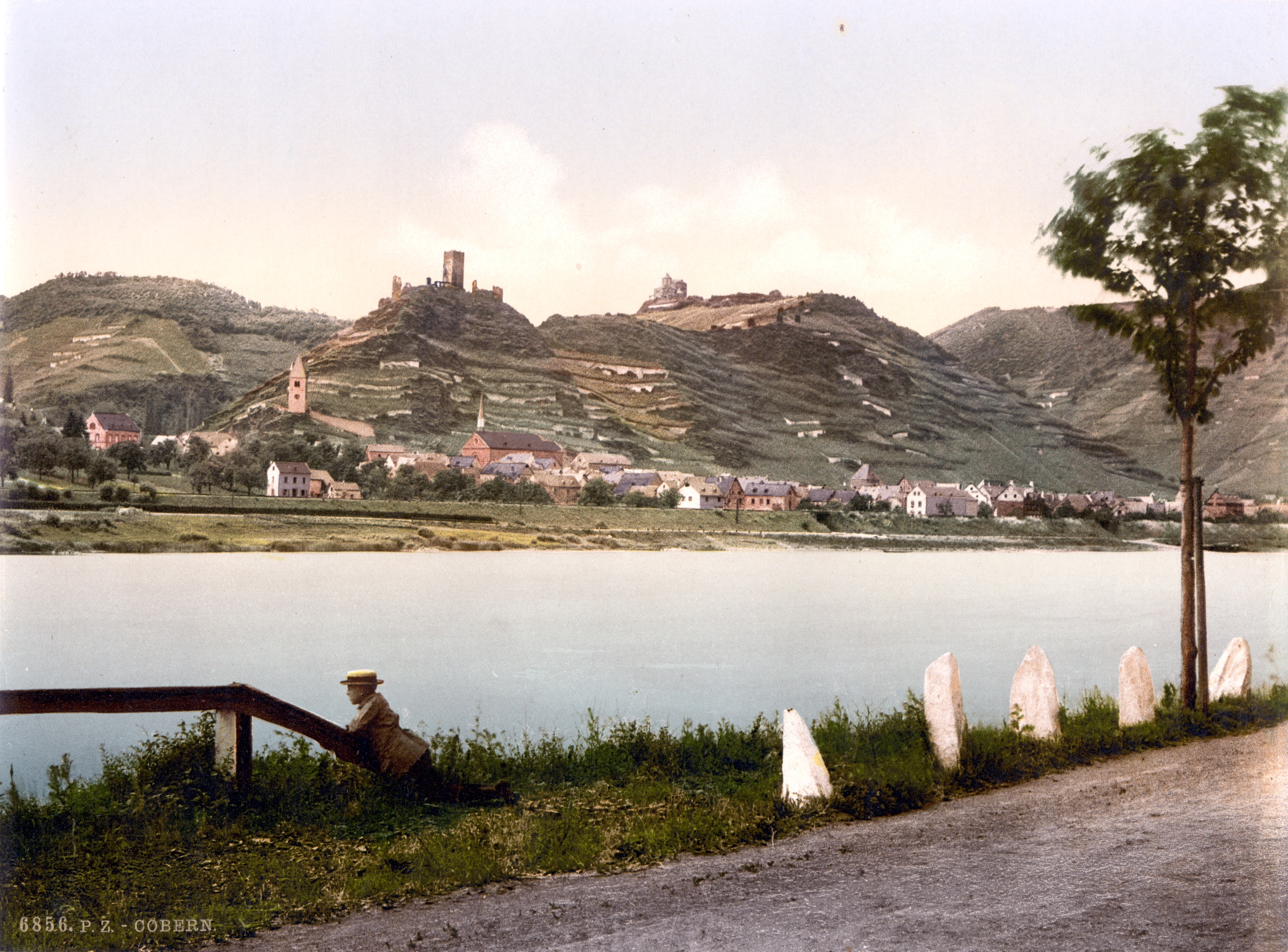
Руины замка на открытке 1900 года

### Ранний период
Замок построен в середине XII века. Первое письменное упоминание о нём относится к 1195 году. В ту пору в одном из документов идёт речь о войте замка, который являлся вассалом Трирского курфюршества.
Мужская линия рода фон Изенбург-Коберн, которые владели замком, пресеклась в XIII веке. Замок Нидербург через замужество последней представительницы семьи Сесилии перешёл в собственность Фридриха II фон Нойербурга (дворянина из боковой линия графов фон Вланден). Однако в 1309 году пресёкся и этот род по мужской линии. После этого крепость перешла под прямое управление архиепископа Трира. 
В 1688 году в ходе Войны Аугсбургской лиги замок был разрушен французскими войсками. С той поры Нидербург не восстанавливался и остался лежать в руинах. Местные крестьяне использовали замок как каменоломню и постепенно растаскивали камни из стен для собственных строительных нужд.

### XIX-XX века
Первые попытки сохранения живописных руин от полного исчезновения были предприняты в XIX веке. В ходе восстановительных работ был укреплён бергфрид, а на его верху оборудовали смотровую площадку. Одновременно проводились работы по частичному воссозданию зубчатых кольцевых стен. 
Между 1976 и 1978 годами местные власти провели в Нидербурге работы по реконструкции. Для предотвращения опасности обрушения были укреплены старинные стены и башни.

## Расположение
Руины замка Нидербург находятся на высоком 150-метровом холме над долиной реки Мозель над поселением Коберн. Несколько выше (примерно на 50 метров), на соседнем холме, находилась ещё одна крепость. В настоящее время там расположены руины прежних укреплений и отреставрированная часовня Апостола Матфия (нем. Святой Маттиас). Соседство двух замков и дало им название: Обербург (верхний замок) и Нидербург (нижний замок). 

## Описание
Замок имеет форму овала. В прежние времена его окружала кольцевая стена. Над всеми зданиями возвышался трёхэтажный 20-метровый бергфрид. В своём основании эта прямоугольная  башня имела фундамент размером 7,5 х 8 метров. По традиции вход располагался на значительно выше уровня земли. Чтобы попасть в башню требовалось подняться по разборному мосту на высоту 10 метров.  
Кроме донжона, значительных участков внешних стен и оборонительных башен на хлме сохранились руины прежней господской резиденции. Это здание было построено в стиле поздней готики. Кроме того, хорошо сохранилась цистерна для хранения воды. В прежние времена главный вход в замок защищал форбург.  

## Современное состояние
Комплекс открыт для посещения. К замку ведёт узкая крутая тропинка со стороны посёлка, расположенного на берегу Мозеля. Руины Нидербурга включены в список исторических памятников земли Рейнланд-Пфальц.  

## Галерея

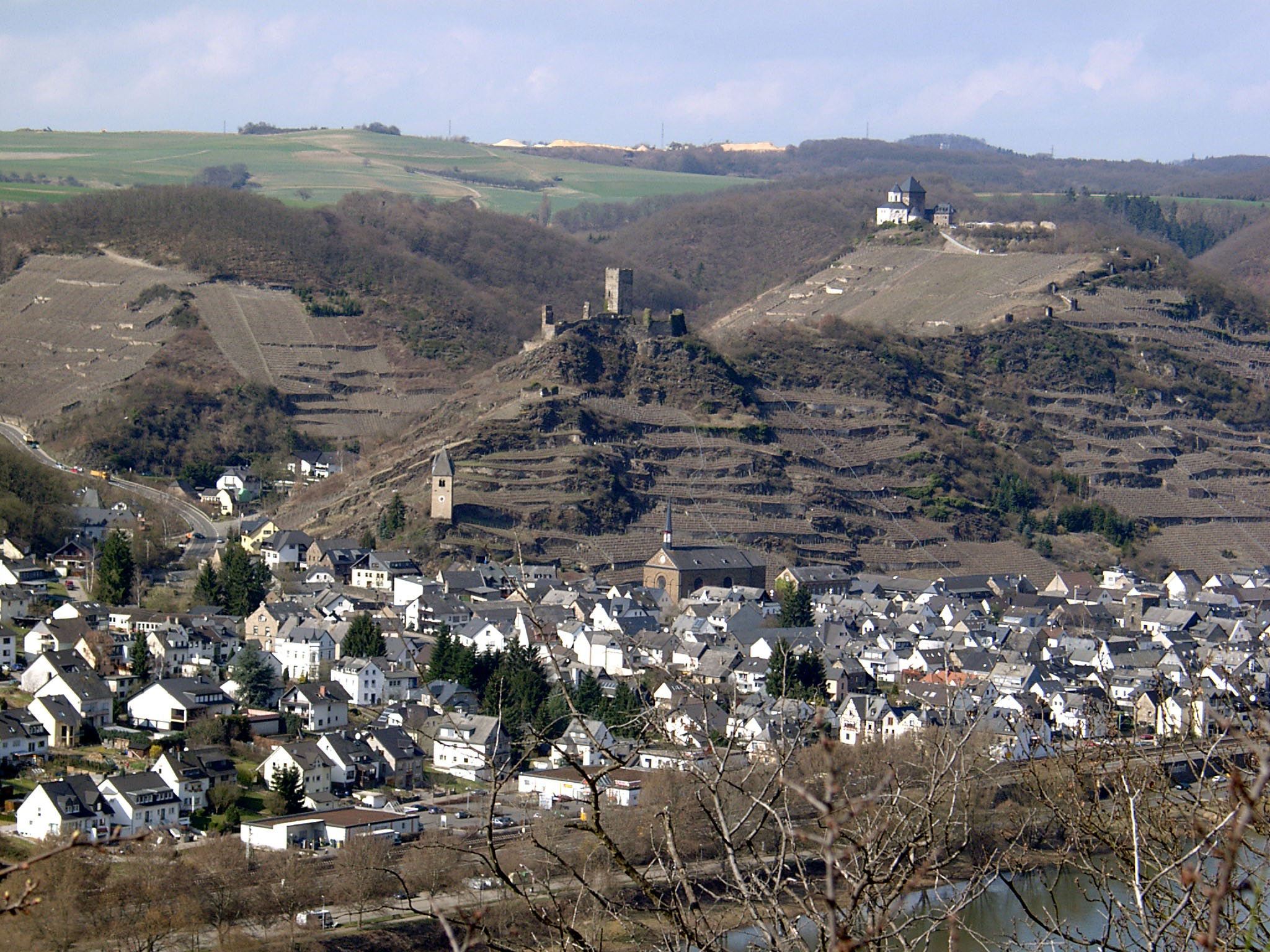
Поселение Коберн, замки Нидербург и Обербург
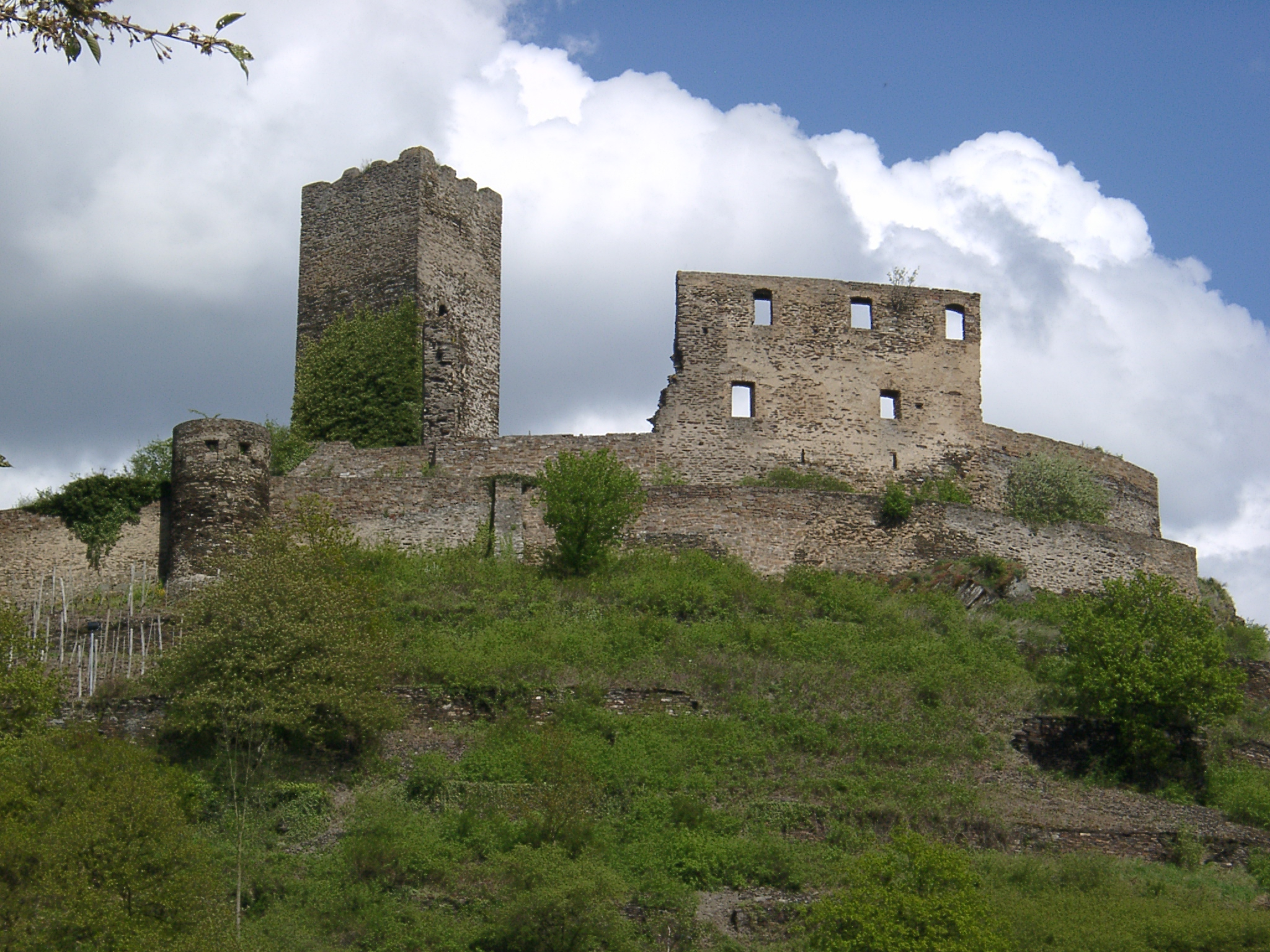
Руины замка Нидербург
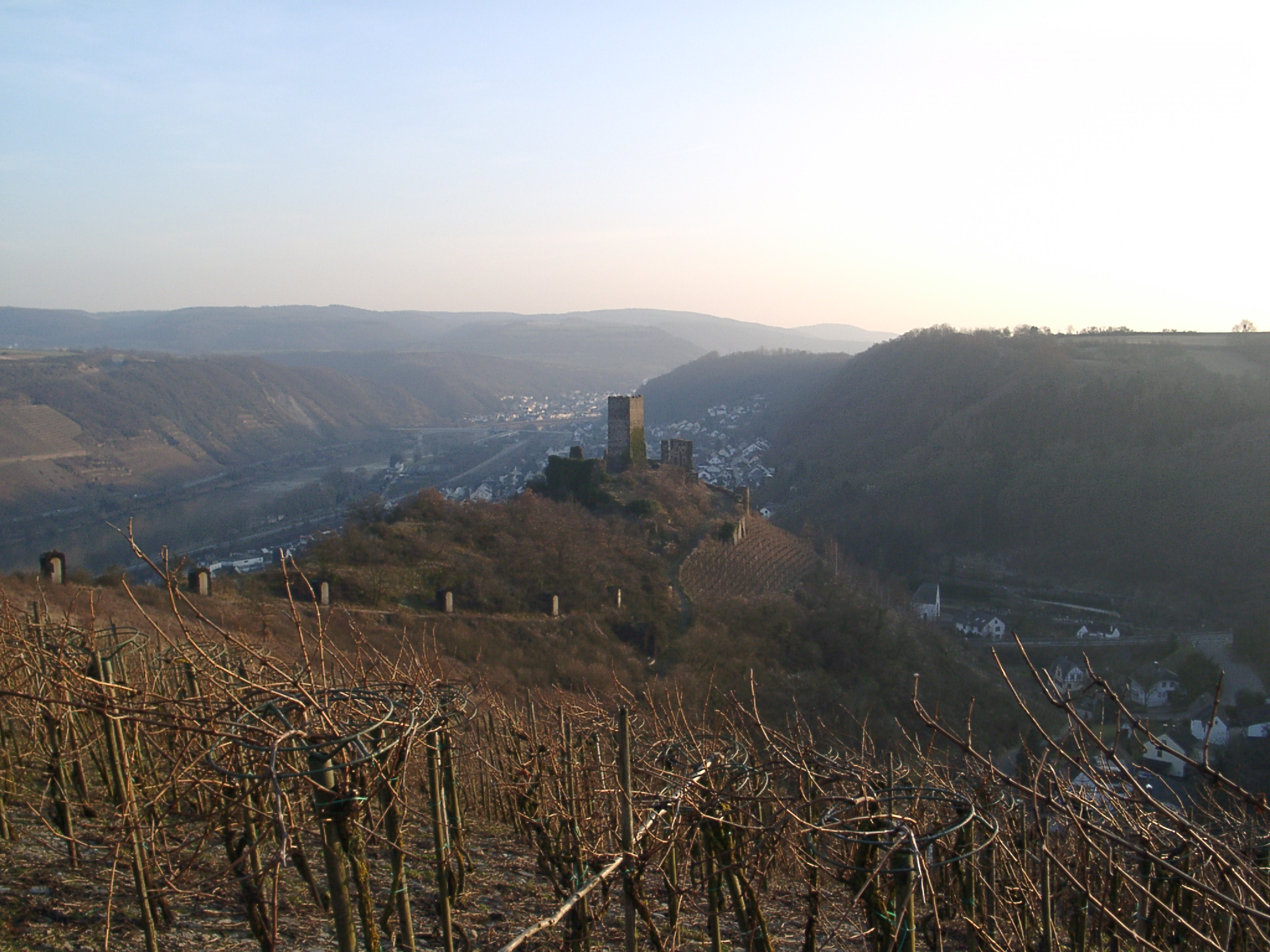
Замок на фоне долины Мозеля